# Bagnaria Arsa
Bagnaria Arsa (friülà Bagnarie) és un municipi italià, dins de la província d'Udine. L'any 2007 tenia 3.526 habitants. Està a la comarca de Bassa Friülana Limita amb els municipis d'Aiello del Friuli, Cervignano del Friuli, Gonars, Palmanova, Torviscosa i Visco. És a la comarca de Bassa Friülana

## Administració
| Període | Identitat        | Partit        |
| ------- | ---------------- | ------------- |
| 2004-   | Anselmo Bertossi | Llista cívica |